# Billie Jean King Cup 2025
Billie Jean King Cup 2025, oficiálně Billie Jean King by Gainbridge 2025, představuje 62. ročník tenisové soutěže ženských týmů v Billie Jean King Cupu, největší každoročně pořádané kolektivní události v ženském sportu. Do ročníku se přihlásilo 146 družstev. Generálním partnerem celé soutěže se pro období 2024–2027 stala americká pojišťovací agentura Gainbridge, která na této pozici nahradila bankovní dům BNP Paribas. Obhájcem titulu je pětinásobný vítěz Itálie. Po ruské invazi na Ukrajinu v závěru února 2022 pokračuje suspenzace reprezentací Ruska a Běloruska v soutěži.

## Formát a harmonogram
Formát soutěže doznal změn, když kvalifikační kolo se světovou baráží získaly skupinový charakter, s návratem zápasů dvojic mezi domácím a hostujícím celkem v roce 2026. Kvalifikace zahrnuje šest tříčlenných skupin a baráž sedm takových skupin, vždy s jedním hostitelským celkem v rámci účastníků každé skupiny. Šest vítězů třídenní kvalifikační fáze postoupilo do zářijového finále, v letech 2025–2027 hraného v Šen-čenu. Počet finalistů byl snížen z dvanácti na osm, s garancí účasti pro obhájce trofeje a pořadatelskou zemi. Redukce finálových celků zkopírovala formát finále mužského Davis Cupu, který se podle organizátorů z Mezinárodní tenisové federace osvědčil. Poražení z kvalifikace si zajistili účast v listopadové světové baráži.
Čtyři kontinentální zóny – americká, asijsko-oceánská, evropská a africká, jsou rozděleny do čtyř výkonnostních skupin. První i druhá skupina evropské a africké zóny byly spojeny do odpovídající jediné euroafrické skupiny. Jednotlivé skupiny zón jsou rozděleny do základních bloků různé velikosti podle počtu účastníků. Po dohrání bloků se týmy, na základě umístění, střetávají s celky ze sousedního bloku v baráži o postup a sestup. Konkrétní turnaje ve skupinách trvají jeden týden a konají se v jediném dějišti. Nejlepší celky postupují ze skupin do vyšší etáže – vyšší skupiny následujícího ročníku, naopak výběry z posledních míst sestupují do nižších skupin následujícího ročníku. Nejlepší celky 1. skupin z každé zóny se kvalifikují do listopadové světové baráže, jejíž vítězové si zajistí účast v kvalifikačním kole 2026.
Všechny mezistátní zápasy ročníku jsou hrány do dvou vítězných bodů, s dvěma dvouhrami a závěrečnou čtyřhrou. Ve všech sadách utkání následuje za stavu gamů 6–6 sedmibodový tiebreak. Kapitáni mohou nominovat až pět hráček. Prvním hracím termínem se stal duben 2025, kdy byly na program zařazeny kvalifikační skupiny a část 1. a 2. skupin kontinentálních zón.

## Finále
Místo konáníShenzhen Bay Sports Centre, Šen-čen, Čína (tvrdý, hala)
Datum16.–21. září 2025
FormátFinále hraje osm týmů vyřazovacím systémem od čtvrtfinále, a to do dvou vítězných bodů. Po dvou dvouhrách následuje závěrečná čtyřhra.
Finále se zúčastní osm týmů:
- 1 vítěz 2024 (Itálie)
- 6 vítězů kvalifikačního kola z dubna 2025
- 1 tým hostitelského státu (Čína)

| Účastníci     | Účastníci | Účastníci | Účastníci      |
| Čína          | Japonsko  | Itálie    | Kazachstán     |
| Spojené státy | Španělsko | Ukrajina  | Velká Británie |
| ------------- | --------- | --------- | -------------- |

### Nasazení
1. Itálie
2. Velká Británie
3. Spojené státy
4. Španělsko

### Pavouk
|  | Čtvrtfinále | Čtvrtfinále    | Čtvrtfinále |  |  | Semifinále | Semifinále | Semifinále |  |  | Finále | Finále | Finále |
|  |             |                |             |  |  |            |            |            |  |  |        |        |        |
|  |             |                |             |  |  |            |            |            |  |  |        |        |        |
|  | 1           | Itálie         |             |  |  |            |            |            |  |  |        |        |        |
|  |             | Čína           |             |  |  |            |            |            |  |  |        |        |        |
|  |             |                |             |  |  |            |            |            |  |  |        |        |        |
|  |             |                |             |  |  |            |            |            |  |  |        |        |        |
|  | 4           | Španělsko      |             |  |  |            |            |            |  |  |        |        |        |
|  |             | Ukrajina       |             |  |  |            |            |            |  |  |        |        |        |
|  |             |                |             |  |  |            |            |            |  |  |        |        |        |
|  |             |                |             |  |  |            |            |            |  |  |        |        |        |
|  |             | Kazachstán     |             |  |  |            |            |            |  |  |        |        |        |
|  | 3           | Spojené státy  |             |  |  |            |            |            |  |  |        |        |        |
|  |             |                |             |  |  |            |            |            |  |  |        |        |        |
|  |             |                |             |  |  |            |            |            |  |  |        |        |        |
|  |             | Japonsko       |             |  |  |            |            |            |  |  |        |        |        |
|  | 2           | Velká Británie |             |  |  |            |            |            |  |  |        |        |        |

## Kvalifikační kolo
Kvalifikační kolo hrané 10. až 13. dubna 2025 získalo poprvé skupinový formát. Nastoupilo do něj osmnáct týmů rozdělených do šesti tříčlenných skupin. Jeden z trojice účastníků každé se stal hostitelem. Ve skupině hrál každý s každým. Vítězové postoupili do zářijového finále v Šen-čenu a na družstva ze zbylých dvou míst čekala listopadová světová baráž.
Místa konání
Pat Rafter Arena, Brisbane, Austrálie (tvrdý, venku)
RT Torax Arena, Ostrava, Česko (tvrdý, hala)
Ariake Coliseum, Tokio, Japonsko (tvrdý, hala)
Sportcampus Zuiderpark, Haag, Nizozemsko (antuka, hala)
Radomskie Centrum Sportu, Radom, Polsko (antuka, hala)
Peugeot Arena, Bratislava, Slovensko (tvrdý, hala)
Datum10.–13. dubna 2025
Kvalifikačního kola se zúčastnilo osmnáct týmů:
- 11 týmů z 2.–12. místa finálového turnaje 2024
- 7 vítězů ze světové baráže 2024 (Čína postoupila do finále automaticky jako hostitel)

| Týmy z finále - Kanada (2.) - Česko (3.) - Slovensko (4.) - Austrálie (5.) - Polsko (6.) - Velká Británie (7.) - Spojené státy (9.) - Španělsko (10.) - Německo (11.) - Rumunsko (13.) - Japonsko (14.) | Týmy z baráže - Švýcarsko (8.) - Kazachstán (12.) - Nizozemsko (17.) - Ukrajina (19.) - Brazílie (20.) - Kolumbie (24.) - Dánsko (27.) |

Žebříček ITF k 3. prosinci 2024.
|  | postup do finále |

| Skupina | 1. místo       | 1. místo | 1. místo | 1. místo | 2. místo   | 2. místo | 2. místo | 2. místo | 3. místo  | 3. místo | 3. místo | 3. místo |
| Skupina | tým            | MZ       | U        | S        | tým        | MZ       | U        | S        | tým       | MZ       | U        | S        |
| ------- | -------------- | -------- | -------- | -------- | ---------- | -------- | -------- | -------- | --------- | -------- | -------- | -------- |
| A       | Japonsko       | 2–0      | 5–1      | 11–4     | Kanada     | 1–1      | 4–2      | 9–5      | Rumunsko  | 0–2      | 0–6      | 1–12     |
| B       | Španělsko      | 2–0      | 5–1      | 10–3     | Česko      | 1–1      | 3–3      | 6–6      | Brazílie  | 0–2      | 1–5      | 3–10     |
| C       | Spojené státy  | 2–0      | 5–1      | 10–2     | Slovensko  | 1–1      | 4–2      | 8–6      | Dánsko    | 0–2      | 0–6      | 3–12     |
| D       | Kazachstán     | 2–0      | 5–1      | 10–3     | Austrálie  | 1–1      | 4–2      | 8–4      | Kolumbie  | 0–2      | 0–6      | 1–12     |
| E       | Ukrajina       | 2–0      | 5–1      | 10–3     | Polsko     | 1–1      | 3–3      | 6–8      | Švýcarsko | 0–2      | 1–5      | 5–10     |
| F       | Velká Británie | 2–0      | 4–2      | 8–6      | Nizozemsko | 1–1      | 4–2      | 9–5      | Německo   | 0–2      | 1–5      | 4–10     |

Vysvětlivky
1. 1 2 3  Poměr mezistátních zápasů
2. 1 2 3  Poměr jednotlivých utkání v mezistátních zápasech
3. 1 2 3  Poměr setů

## Baráž
Do světové baráže hrané mezi 14.–16. listopadem 2025 se zapojí dvacet jedna týmů rozdělených do sedmi tříčlenných skupin. Jeden z trojice účastníků každé z nich se stane hostitelem. Ve skupině se střetne každý s každým. Sedm vítězů postoupí do kvalifikačního kola 2026.
Baráže se zúčastní dvacet jedna týmů:
- 12 týmů z druhých a třetích míst skupin kvalifikačního kola 2025
- 9 vítězů z baráží 1. skupin kontinentálních zón 2025
  - 4 týmy z Evropy a Afriky
  - 2 týmy z Ameriky
  - 2 týmy z Asie a Oceánie
  - 1 tým se kvalifikoval podle specifických kritérií (Slovinsko)[11]

| Týmy z kvalifikace - Kanada (5.) - Polsko (8.) - Slovensko (9.) - Česko (10.) - Austrálie (12.) - Německo (13.) - Nizozemsko (14.) - Rumunsko (15.) - Švýcarsko (16.) - Brazílie (21.) - Kolumbie (23.) - Dánsko (26.) | Týmy z 1. skupin zón - Belgie (18.) - Slovinsko (19.) - Mexiko (20.) - Argentina (24.) - Turecko (25.) - Indie (27.) - Chorvatsko (28.) - Portugalsko (30.) - Nový Zéland (31.) |

Žebříček ITF k 14. dubnu 2025.

### Základní skupiny
| Světová baráž – 14. až 16. listopadu 2025 | Světová baráž – 14. až 16. listopadu 2025 | Světová baráž – 14. až 16. listopadu 2025 | Světová baráž – 14. až 16. listopadu 2025 | Světová baráž – 14. až 16. listopadu 2025    | Světová baráž – 14. až 16. listopadu 2025 |
| Skupina                                   | tým 1. koše                               | tým 2. koše                               | tým 3. koše                               | místo konání                                 | povrch                                    |
| ----------------------------------------- | ----------------------------------------- | ----------------------------------------- | ----------------------------------------- | -------------------------------------------- | ----------------------------------------- |
| A                                         | Kanada [1]                                | Mexiko                                    | Dánsko                                    | Club Sonoma, Monterrey, Mexiko               | tvrdý                                     |
| B                                         | Polsko [2]                                | Rumunsko                                  | Nový Zéland                               | Arena Gorzów, Gorzów Wielkopolski, Polsko    | tvrdý (hala)                              |
| C                                         | Slovensko [3]                             | Švýcarsko                                 | Argentina                                 | Cordoba Lawn Tennis Club, Córdoba, Argentina | antuka                                    |
| D                                         | Česko [4]                                 | Kolumbie                                  | Chorvatsko                                | Varaždin Arena, Varaždín, Chorvatsko         | tvrdý (hala)                              |
| E                                         | Austrálie [5]                             | Brazílie                                  | Portugalsko                               | Domain Tennis Centre, Hobart, Austrálie      | tvrdý                                     |
| F                                         | Německo [6]                               | Belgie                                    | Turecko                                   | Tenisový klub Ismaning, Ismaning, Německo    | tvrdý (hala)                              |
| G                                         | Nizozemsko [7]                            | Slovinsko                                 | Indie                                     | S.M. Krishna Tennis Stadium, Bengalúr, Indie | tvrdý                                     |

## Zóna Evropy a Afriky

### 1. skupina
- Místo konání: SEB Arena, Vilnius, Litva  (tvrdý, hala)[13][11]
- Hostitel: Litevská tenisová unie
- Datum: 8.–12. dubna 2025

#### Týmy
- Rakousko
- Belgie
- Chorvatsko
- Francie
- Řecko
- Maďarsko
- Lotyšsko
- Litva
- Portugalsko
- Srbsko
- Slovinsko
- Švédsko
- Turecko

Výsledek
- Belgie, Chorvatsko, Portugalsko a Turecko postoupily do světové baráže 2025
- Slovinsko postoupilo do světové baráže 2025 podle specifických kritérií
- Rakousko a Řecko sestoupily do 2. skupiny zóny Evropy a Afriky pro rok 2026

### 2. skupina
- Místo konání: Tenisová akademie Herodotou, Larnaka, Kypr (tvrdý, venku)[14][11]
- Hostitel: Kyperská tenisová federace
- Datum: 7.–12. dubna 2025

#### Týmy
- Bosna a Hercegovina
- Bulharsko
- Kypr
- Egypt
- Estonsko
- Gruzie
- Izrael
- Kosovo
- Severní Makedonie
- Norsko
- Jižní Afrika

Výsledek
- Gruzie a Norsko postoupily do 1. skupiny zóny Evropy a Afriky pro rok 2026
- Estonsko a Kosovo sestoupily do 3. africké skupiny zóny Evropy a Afriky pro rok 2026

### 3. evropská skupina
- Místo konání: Chișinău Arena Tennis Club, Kišiněv, Moldavsko
- Datum: červen 2025

#### Týmy
- Albánie
- Arménie
- Ázerbájdžán
- Finsko
- Island
- Irsko
- Lucembursko
- Malta
- Moldavsko
- Černá Hora
- San Marino

Výsledek
- Jeden tým postoupí do 2. skupiny zóny Evropy a Afriky pro rok 2026

### 3. africká skupina
- Místo konání: bude oznámeno
- Datum: bude oznámeno

#### Týmy
- Alžírsko
- Botswana
- Burundi
- Ghana
- Keňa
- Madagaskar
- Maroko
- Namibie
- Nigérie
- Tunisko
- Uganda
- Zimbabwe

Výsledek
- Jeden tým postoupí do 2. skupiny zóny Evropy a Afriky pro rok 2026
- Jeden tým sestoupí do 4. africké skupiny zóny Evropy a Afriky pro rok 2026

### 4. africká skupina
- Místo konání: bude oznámeno
- Datum: bude oznámeno

#### Týmy
- Angola
- Kamerun
- Konžská DR
- Etiopie
- Lesotho
- Mauricius
- Mosambik
- Rwanda
- Tanzanie
- Togo

Výsledek
- Jeden tým postoupí do 3. africké skupiny zóny Evropy a Afriky pro rok 2026

## Americká zóna

### 1. skupina
- Místo konání: Tenisové centrum Mouratogloua, Guadalajara, Mexiko (tvrdý, venku)[13][11]
- Hostitel: Federación Mexicana de Tenis
- Datum: týden od 7. dubna 2025

#### Týmy
- Argentina
- Chile
- Guatemala
- Mexiko
- Paraguay
- Venezuela

Výsledek
- Argentina a Mexiko postoupily do světové baráže 2025
- Guatemala a Paraguay sestoupily do 2. skupiny Americké zóny pro rok 2026

### 2. skupina
- Místo konání: Club Lawn Tennis de la Exposición, Lima, Peru
- Datum: červen 2025

#### Týmy
- Barbados
- Bolívie
- Kostarika
- Dominikánská republika
- Ekvádor
- Honduras
- Peru
- Portoriko

Výsledek
- Dva týmy postoupí do 1. skupiny americké zóny 2026
- Dva týmy sestoupí do 3. skupiny americké zóny 2026

### 3. skupina
- Místo konání: bude oznámeno
- Datum: bude oznámeno

#### Týmy
- Antigua a Barbuda
- Aruba
- Bahamy
- Bermudy
- Kuba
- Salvador
- Jamajka
- Svatá Lucie
- Trinidad a Tobago
- Uruguay

Výsledek
- Dva týmy postoupí do 2. skupiny americké zóny 2026

## Zóna Asie a Oceánie

### 1. skupina
- Místo konání: MSLTA School of Tennis, Puné, Indie (tvrdý, venku)[13][11]
- Hostitel: Všeindický tenisový svaz
- Datum: 8.–12. dubna 2025

#### Týmy
- Tchaj-wan
- Hongkong
- Indie}
- Nový Zéland
- Jižní Korea
- Thajsko

Výsledek
- Indie a Nový Zéland postoupily do světové baráže 2025
- Hongkong a Tchaj-wan sestoupily do 2. skupiny zóny Asie a Oceánie pro rok 2026

### 2. skupina
- Místo konání: Národní tenisové centrum, Kuala Lumpur, Malajsie (tvrdý)
- Datum: 16.–22. června 2025

#### Týmy
- Indonésie
- Írán
- Kyrgyzstán
- Malajsie
- Mongolsko
- Severní Mariany
- Pacifická Oceánie
- Filipíny
- Singapur
- Uzbekistán

Výsledek
- Dva týmy postoupí do 1. skupiny zóny Asie a Oceánie pro rok 2026
- Dva týmy sestoupí do 3. skupiny zóny Asie a Oceánie pro rok 2026

### 3. skupina
- Místo konání: bude oznámeno, Srí Lanka a Jordánsko
- Datum: 16.–22. června 2025

#### Týmy
- Bahrajn
- Bhútán
- Brunej
- Guam
- Irák
- Laos
- Macao
- Maledivy
- Myanmar
- Nepál
- Pákistán
- Katar
- Saúdská Arábie
- Srí Lanka
- Tádžikistán
- Turkmenistán
- Vietnam

Výsledek
- Dva týmy postoupí do 2. skupiny zóny Asie a Oceánie pro rok 2026